# Charles Chrétien Henry Marc

Charles Chrétien Henry Marc, ca. 1840

Charles Chrétien Henry Marc (* 4. November 1771 in Amsterdam; † 12. Januar 1840 in Paris) war ein französischer Arzt. Er prägte die Begriffe Pyromanie und Kleptomanie.

## Leben
Marc stammte aus der einflussreichen Kaufmannsfamilie Marcus. Er war ein Neffe von Adalbert Friedrich Marcus. Er übersiedelte mit seinen Eltern wenige Monate nach seiner Geburt nach Frankreich. 1780 kam er zurück nach Deutschland, wo er auf dem Erziehungsinstitut Schnepfenthal das Abitur ablegte.
Marc studierte Medizin in Jena und Erlangen. Nach der Promotion 1792 arbeitete er zur praktischen Ausbildung in Hospitälern in Wien und Bamberg. Eine seiner ersten Arbeiten beschäftigte sich mit Thomas Beddoes’ Hypothese über den Ursprung der Tuberkulose aus einem Übermaß des Sauerstoffs. 1795 legte er in deutscher Sprache eine Schrift mit Bemerkungen über die Gifte und ihre Wirkung im Körper vor. Ende 1795 ging er nach Frankreich, wo er sich
Jean-Nicolas Corvisart anschloss und sich in der Stiftung Societé médicale d’émulation engagierte. 1811 verteidigte er eine weitere Dissertation vor der Pariser Fakultät. Er legte eine Reihe von Aufsätzen zur praktischen Medizin, medizinischen Polizei und gerichtlichen Medizin vor und war Mitherausgeber der Annales d'hygiène publique et de médecine légale. 1816 wurde er Mitglied des Pariser Gesundheitsrats und dabei Inspekteur zur Rettung der Ertrunkenen. 1817 heilte er eine Prinzessin aus dem Hause Orleans von schwerer Krankheit, worauf Herzog Louis Philippe, der spätere Bürgerkönig, ihn zu seinem Leibarzt machte.
Marc wurde in seiner Eigenschaft als Gutachter bei Gericht einer der bedeutendsten Vertreter der Monomanielehre, die er von Jean-Étienne Esquirol übernahm und weiterentwickelte, und neben einer ausufernden Beschreibung verschiedener Monomanieformen (wie „Monomanie des Reichthums, Ergeizes, Stolzes“, „ascetische, religiöse Monomanie“, „Dämonomanie“, „Erotomanie“, „Aidomanie“, „Mordmonomanie“, „Selbstmordmonomanie“, „Monomanie aus Nachahmung“) auch um die Begriffe „Kleptomanie“ und „Pyromanie“ erweiterte.

## Schriften (Auswahl)
- Allgemeine Bemerkungen über die Gifte und ihre Wirkungen im menschlichen Körper. Nach Brownischem Systeme dargestellt. Palm, Erlangen 1795, (Digitalisat).
- mit Karl Friedrich Speyer: Dr. A. F. Marcus nach seinem Leben und Wirken geschildert. Nebst Krankheits-Geschichte, Leichenöffnung, neun Beilagen und dem vollkommen ähnlichen Bildnisse des Verstorbenen. Mit einer Vorrede von G. M. Klein. Kunz, Bamberg u. a. 1817, (Digitalisat).
- De la docimasie pulmonaire. In: C.-C.-H. Marc: Manuel d’autopsie cadavérique médico-légale, traduit de l'allemand du docteur Rose, sur la dernière édition. Augmenté de notes, et de deux mémoires sur la docimasie pulmonaire, et sur les moyens de constater la mort par submersion. Duminil-Lesueur u. a., Paris 1808, S. 117–152.
- Des moyens de constater la mort par submersion. In: C.-C.-H. Marc: Manuel d’autopsie cadavérique médico-légale, traduit de l'allemand du docteur Rose, sur la dernière édition. Augmenté de notes, et de deux mémoires sur la docimasie pulmonaire, et sur les moyens de constater la mort par submersion. Duminil-Lesueur u. a., Paris 1808, S. 153–183.
- De la folie, considérée dans ses rapports avec les questions médico-judiciaires. 2 Bände. Baillière, Paris 1840, (Digitalisate: Band 1; Band 2). 
  - deutsch: Die Geisteskrankheiten in Beziehung zur Rechtspflege. Ein Handbuch für Gerichts-Aerzte und Juristen. 2 Bände. Deutsch bearbeitet und mit Anmerkungen versehen von Karl Wilhelm Ideler. Voss, Berlin 1843–1844, (Digitalisate: Band 1; Band 2).